# Zerbin oder Die neuere Philosophie

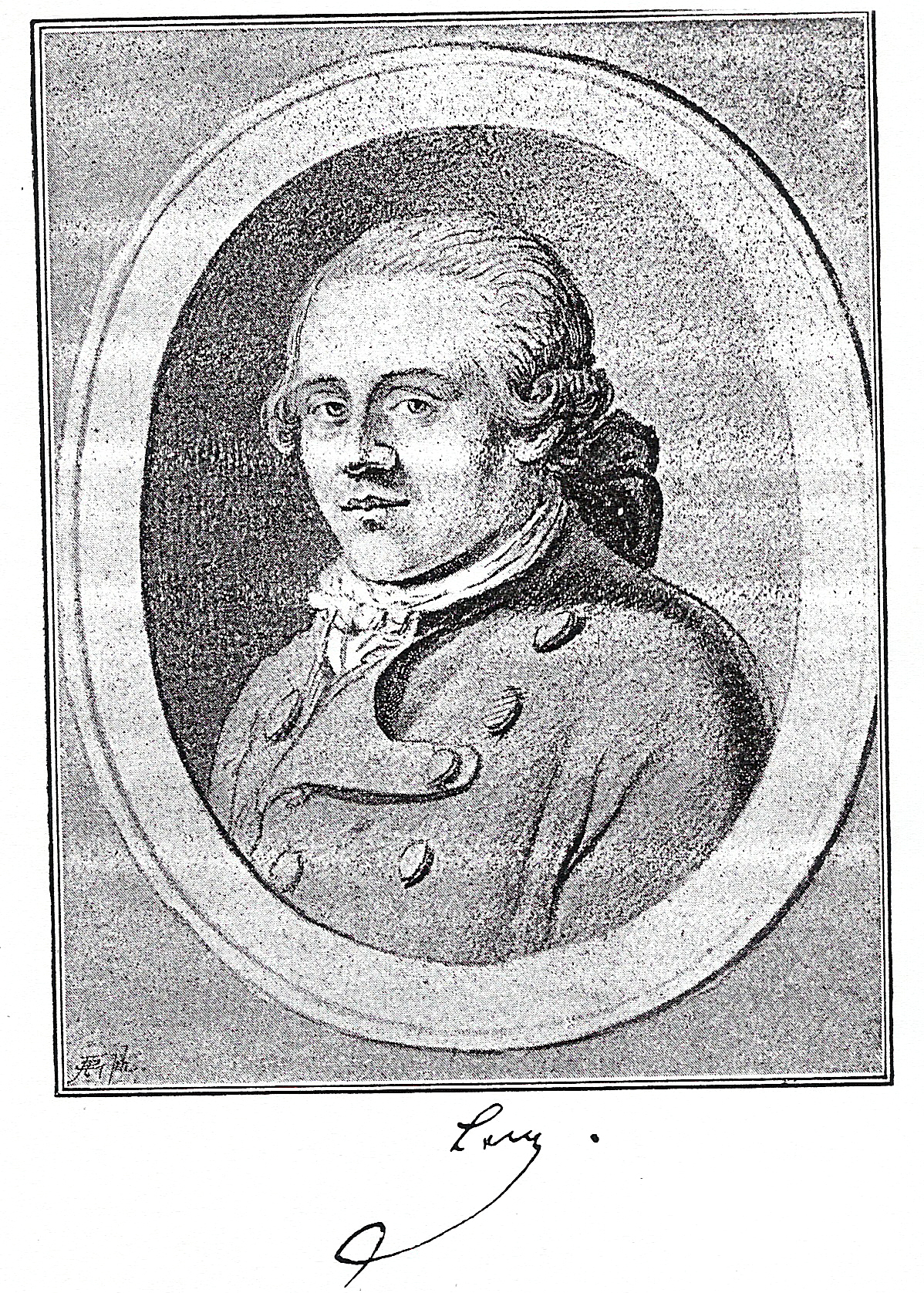
Jakob Michael Reinhold Lenz

Zerbin oder die neuere Philosophie ist eine Erzählung von Jakob Michael Reinhold Lenz, die Heinrich Christian Boie in seiner Zeitschrift Deutsches Museum im Februar und März 1776 drucken ließ.
Aus Liebe zu Zerbin geht Marie in den Tod.

## Inhalt
Der mitunter moralisierende Ich-Erzähler bezieht seinen Stoff aus den nachgelassenen Schriften Zerbins, eines Magisters der Philosophie in Leipzig.
Zerbin, ein junger Mann von vornehmer Gesinnung, kann die Raffgier seines Vaters, eines Berliner Wucherers, nicht länger ertragen. So beschließt er, fortan auf eigenen Füßen zu stehen. Der begabte Zerbin geht zu Gellert an die Leipziger Universität, steigt dort aus eigener Kraft zum Magister der Mathematik auf und lehrt schließlich das Fach Algebra. Aus seiner Hörerschar schließt sich ihm der reiche junge dänische Graf Altheim an. Zerbin, als Mentor des Grafen, wird von dem Dänen regelmäßig finanziell unterstützt.
Nacheinander lernt Zerbin in Leipzig drei junge Frauen kennen. Zerbins Liebe zu Mademoiselle Renatchen Freundlach, der Schwester eines der reichsten Bankiers in Leipzig, ist einseitig. Renatchen benutzt den unglücklichen Zerbin nur, um sich den dänischen Grafen zu angeln. Renatchens diesbezügliche Intrige ist der Tod der Freundschaft zwischen Zerbin und Altheim. Die gräflichen Zahlungen bleiben aus. Zerbin gerät in finanzielle Schwierigkeiten. Renatchen hat kein Glück mit Männern. Altheim tötet einen zweiten Nebenbuhler im Duell und flüchtet aus Leipzig.
Der Herr Magister wendet sich Hortensia,  der Tochter seines Hauswirts, zu. Hortensia, ein notorischer Bücherwurm, will Zerbin auch keine Liebe geben, sondern möchte lediglich die Frau Magister werden. Auf der Suche nach einer jungen Frau erhält Zerbin von der gutherzigen Marie die dringend benötigte finanzielle Unterstützung. Marie ist die einzige Tochter des reichen Walter – Schulze in einem Dorf bei Leipzig. Die schlanke, heitre, lustige, rehfüßige Marie ist Zerbins Aufwärterin und liebt den Herrn Magister von Herzen. Zerbin nutzt diese Trunkenheit des Glücks aus. Er verführt das unschuldige Bauernmädchen. Während ihrer Schwangerschaft macht er ihr falsche Versprechungen. Nun, da Zerbin von Marie bekommen hat, was er wollte, nimmt er sein Eheversprechen auf die leichte Schulter. Der Treulose schwankt. Gern hätte er auch Hortensias beträchtliche Mitgift und beschwatzt Marie, ihre Schwangerschaft zu verbergen – angeblich, um seine Stellung an der Universität zu halten. Vom Vater strebt Zerbin Unterstützung an und sendet ein Lebenszeichen nach Berlin. Der Vater wurde in Berlin beraubt, ist inzwischen verarmt und bedarf nun selbst der Unterstützung. Als Maries Niederkunft naht, wird sie von Zerbin allein gelassen. In der ausweglosen Situation bringt Marie ihr Kind heimlich zur Welt. Es ist tot. Die Kindesleiche wird entdeckt. Marie wird inhaftiert. Nach geltendem Gesetz droht ihr die Todesstrafe. Der Vater sucht Marie im Kerker auf und will den Namen des Kindesvaters wissen. Marie verrät Zerbin nicht. Die Unglückliche wird enthauptet. Zerbin erkennt, Marie ist für ihn gestorben. Der Gelehrte stürzt sich vom Wall in den Stadtgraben. Unten im Wasser liegend wird seine Leiche gefunden.

## Rezeption
- Boie lobt den Zerbin als Prosa, „vortreflicher, als ich noch Eine in unsrer Sprache kenne“.[3]
- Für Bürgers Geschmack erzählt Lenz im Zerbin „gar zu räsonnierend[4] und deklamatorisch“.[5]
- Voit hebt die gestalterische Kraft des Autors hervor und nennt als Beispiel die Szene im Kerker, als Marie kurz vor ihrem Tode den Vater aus Liebe zu Zerbin belügt.[6]
- Zerbin verließ das Elternhaus, weil er den Vater moralisch verurteilte. In der Fremde dann, im Kampf um die eigene Selbständigkeit, geht Zerbin aber in einer besitzorientierten Umwelt einen Kompromiss ein, bezahlt „mit moralischer Schurkerei“.[7] Lenz schrieb die Erzählung Ende 1775 in Straßburg nach einem Gerichtsprozess.[8]

## Ausgaben
Quelle
- Friedrich Voit (Hrsg.): Jakob Michael Reinhold Lenz: Erzählungen. Zerbin. Der Waldbruder. Der Landprediger. S. 3–30. Reclam Stuttgart 1988 (Ausgabe 2002). 165 Seiten. Mit Anmerkungen (S. 125–141) und einem Nachwort (S. 147–165), ISBN 3-15-008468-7

Erstausgabe
- Text der Erzählung: Deutsches Museum 1.Bd., 1776 (S. 116–131, S. 193–207)

Ausgaben
- Alfred Gerz (Hrsg.): Jakob Michael Reinhold Lenz: Zerbin oder die neuere Philosophie, Rütten & Loening, Potsdam 1943, 71 Seiten
- Zerbin oder die neuere Philosophie. S. 269–295. In: Helmut Richter (Hrsg.): Lenz: Werke in einem Band. 4. Auflage. Aufbau-Verlag, Berlin / Weimar 1986. Einleitung von Rosalinde Gothe. Anmerkungen S. 405–406, 418 Seiten.